# Mark Fjodorowitsch Poltorazki

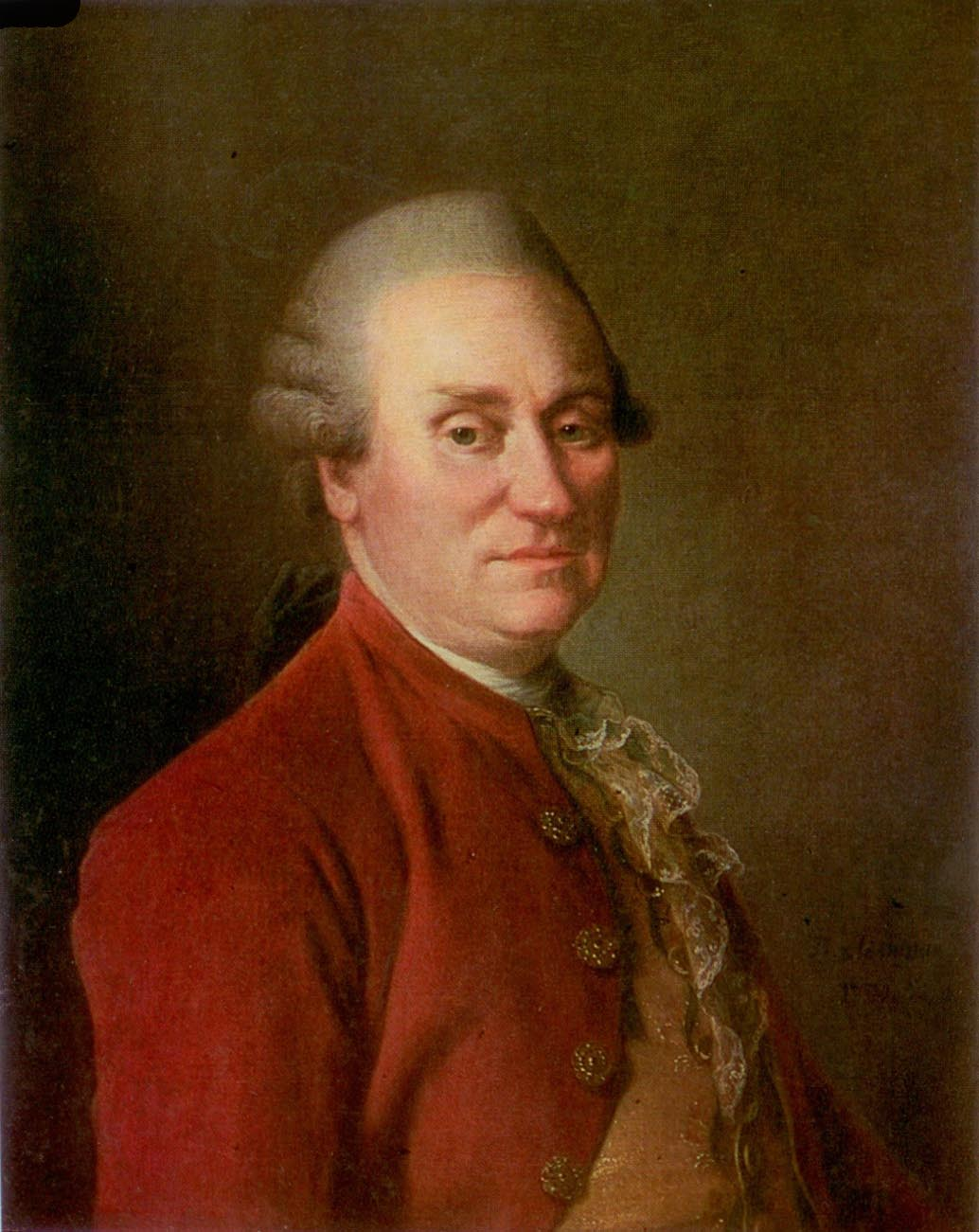
Mark Fjodorowitsch Poltorazki (D. G. Lewizki, 1780, Russisches Museum, St. Petersburg)

Mark Fjodorowitsch Poltorazki (russisch Марк Фёдорович Полторацкий; * 17. Apriljul. / 28. April 1729greg. in Sosnyzja; † 16. Apriljul. / 27. April 1795greg. in St. Petersburg) war ein russischer Bariton und Hofkapellmeister.

## Leben
Poltorazkis Vater Fjodor Filippowitsch Poltorazki diente unter Hetman Danylo Apostol als kleiner Landkosak in dem Hundertschaft-Städtchen Sosnyzja, wo er das Amt eines Priesters wahrnahm. Seinen aufgeweckten und wissbegierigen Sohn Mark schickte er auf die Lateinschule Tschernigow. Vier Jahre später wurde er Student der geistlichen Kiewo-Mohyla-Akademie in Kiew und sang im Chor der Akademie.
Als Graf Alexei Grigorjewitsch Rasumowski 1744 Kaiserin Elisabeth auf ihrer Reise in die Ukraine begleitete, hörte er Poltorazki singen. Ein Jahr später sang Poltorazki im Chor des kaiserlichen Hofes in St. Petersburg.
In den 1740er Jahren erwarb Poltorazki das Landgut Grusiny bei Torschok. Poltorazkis  Herrenhaus ist erhalten.
1750 wurde Poltorazki als erster Slawe in die italienische Operntruppe unter dem Namen Marco Proturatski aufgenommen und zur weiteren Ausbildung nach Italien geschickt. Er gehörte zu den besten Opernsängern seiner Zeit. 1753 wurde er zum Dirigenten der kaiserlichen Hofsängerkapelle ernannt. Wiederholt reiste er im Auftrag der Kaiserin in die Ukraine, um die besten Stimmen auszuwählen. 1754 wurde er zum Oberst befördert. 1760 wurde der von Poltorazki gefundene neunjährige Kosakenjunge Dmitri Stepanowitsch Bortnjanski in den Hofkapellenchor aufgenommen. Ab 1763 leitete Poltorazki die Hofsängerkapelle. Im selben Jahr erhielt er den erblichen Adel.

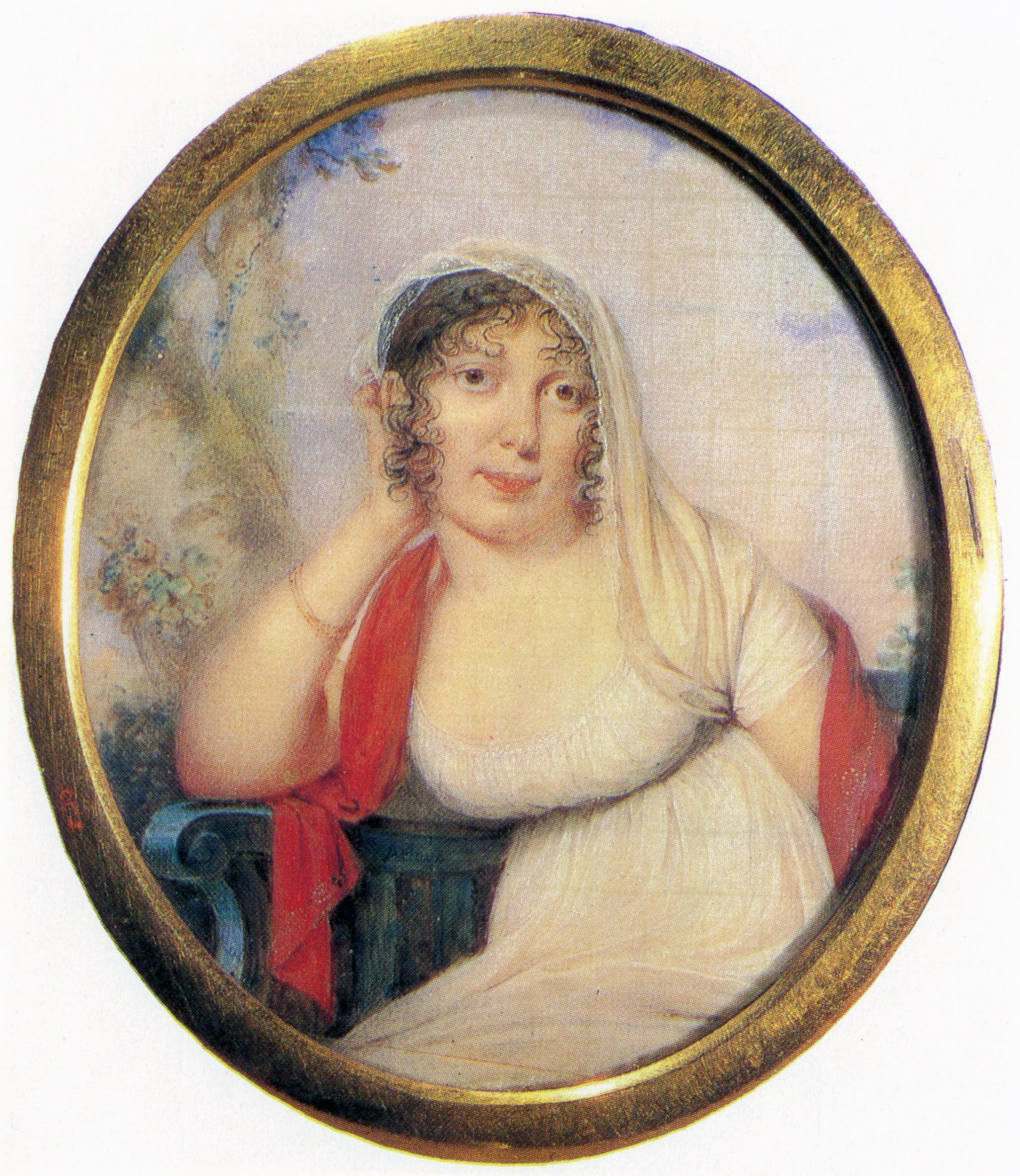
Agafokleja Alexandrowna Poltorazkaja

1790 ließ Poltorazki, der 1783 Wirklicher Staatsrat (4. Rangklasse) geworden war, im Dorf Krasnoje bei Stariza die Verklärungskirche bauen, die eine Kopie der Tschesmensker Kirche in St. Petersburg wurde.
Poltorazki war verheiratet mit der Tochter des reichen Kaufmanns Schemjakin. Nach dem Tod seiner Frau heiratete er in zweiter Ehe die nicht reiche noch nicht fünfzehnjährige Adlige Agafokleja Alexandrowna Schischkowa (1737–1822), die energisch und geschickt den großen Haushalt mit Dienerschaft, Verwandtschaft und einer wachsenden Zahl von Kindern führte und klug den Besitz vermehrte, obwohl sie nach der Erinnerung ihrer Enkelin Anna Petrowna Kern weder lesen noch schreiben konnte. Söhne waren der Pferdezüchter Dmitri Markowitsch Poltorazki (1761–1818), dessen Sohn Sergei Dmitrijewitsch Poltorazki (1803–1884) Bibliograf wurde, der Oberberghauptmann Alexander Markowitsch Poltorazki (1766–1839) und der Generalleutnant Konstantin Markowitsch Poltorazki (1782–1858). Die Tochter Jelisaweta Markowna Poltorazkaja heiratete den Staatssekretär Alexei Nikolajewitsch Olenin (1763–1843) und bekam die Tochter Anna Alexejewna Olenina (1808–1888). Agafokleja Markowna Poltorazkaja (1776–1840) heiratete den Generalmajor Alexander Dmitrijewitsch Sucharew (1771–1853). Warwara Markowna Poltorazkaja (1778–1845) heiratete den Senator Dmitri Borissowitsch Mertwago (1760–1824). Der Komponist Wiktor Alexandrowitsch Poltorazki (1949–1985) war ein Ururururenkel.
Poltorazki wurde auf dem Lazarus-Friedhof des Alexander-Newski-Klosters in St. Petersburg begraben.